# Plutão (geologia)
Plutão (em português de Portugal o mais comum é plutonito) é a designação dada em geologia às massas de rocha magmática que, procedente de grandes profundidades, se encaixaram entre as rochas suprajacentes, consolidando-se por arrefecimento antes de chegar à superfície. Um plutão forma uma intrusão geralmente de grandes dimensões, com até vários quilómetros de espessura, dentro da rocha encaixante. Na maioria das vezes o magma solifica em profundidades de até 10 km, circunstância que conduz a que os plutões apenas sejam visíveis nos casos em que todo o manto de rocha que os cobria tenha sido eliminado pela erosão. Os mais característicos são os sills, os batólitos e os lacólitos.